# Bang Bang
Bang Bang je píseň, kterou napsal americký zpěvák Iggy Pop spolu s tehdejším členem jeho doprovodné kapely Ivanem Králem. Původně vyšla na desce Party v červnu roku 1981. Rovněž vyšla jako singl. Ten se umístil na 35. příčce hitparády Club Play časopisu Billboard. Anglický zpěvák David Bowie, který s Iggym Popem několikrát spolupracoval, nahrál vlastní coververzi písně a vydal jí na svém albu Never Let Me Down v roce 1987. Spoluautor písně Ivan Král vydal svou verzi na sólovém albu Dancing Barefoot (1999).

## Obsazení
- Iggy Pop – zpěv
- Ivan Kral – kytara, klávesy
- Rob Duprey – kytara
- Michael Page – baskytara
- Douglas Bowne – bicí
- Jimmy Whizner – aranžmá